# Cartum do Norte
Cartum do Norte ou Norte de Cartum (em inglês: Khartoum North; em árabe: al-Khartūm Bahrī) é uma cidade localizada no centro de Sudão, ao norte de Cartum, apenas separada desta pelo Nilo Azul. Possuía, em 2008, uma população de cerca de 1 milhão de habitantes, sendo a 3ª maior do país, ficando atrás somente de Ondurmã e Cartum, respectivamente, primeira e segunda.